# Abitibisjön
Abitibisjön (franska: lac Abitibi, engelska: Lake Abitibi) är en sjö i Kanada, på gränsen mellan provinserna Québec och Ontario, 922 kvadratkilometer och bara några få meter djup. Runt sjön ligger fruktbara lerjordar inom det så kallade Abitibi-området. Den har kontakt med havet, Jamesbukten, via Abitibifloden.
Sjön består av två stora delar som är sammanlänkade genom ett smalt sund. Den har en oregelbunden form och den största utsträckningen är 71 km. På grund av skogarna som förekommer kring sjön etablerades flera pappersbruk i regionen. Tidigare fanns även betydande guldgruvor i området.
Sjöns namn kommer från det algonkinska språket och betyder "vattnet på halva vägen". Det syftar på sjöns läge på halva vägen mellan en handelspost under 1600-talet och Jamesbukten.